# 全錫洪
全 錫洪（チョン・ソコン、朝鮮語: 전석홍、1934年1月13日 - ）は、大韓民国の官僚、政治家、詩人。第15代国会議員、官選全羅南道知事を務めた。
本貫は天安全氏、号は翠石。第21代国会議員で弁護士の全珠恵は娘。

## 経歴
日本統治時代の全羅南道霊岩郡西湖面出身。木浦高等学校、ソウル大学校文理科大学政治学科、ソウル大学校環境大学院卒、漢陽大学校大学院行政学博士。
第13回高等考試行政課合格後は光山郡郡守、霊光郡郡守、光州市市長、内務部開発局長、財政局長、行政局長、内務部次官補、全羅南道知事、国家報勲処長を歴任した。1996年の第15代総選挙で国会議員に当選したほか、ハンナラ党全羅南道支部委員長、長興・霊岩地区党委員長、ハンナラ党国策諮問委員会委員長、大韓民国憲政会理事を歴任した。
1995年の第1回全国同時地方選挙には民自党の候補として全羅南道知事選に出馬したが、民主党の元国会副議長の許京万に大差で敗れた。
政界引退後は詩人として活動し、詩集を多数出版したほか、2021年に光州文化芸術賞の鄭韶坡文学賞を受賞した。